# Калгансыр (Келесский район)
Калгансыр (каз. Қалғансыр) — село в Келесском районе Туркестанской области Казахстана. Входит в состав Жамбылского сельского округа. Код КАТО — 515453400.

## Население
В 1999 году население села составляло 647 человек (353 мужчины и 294 женщины). По данным переписи 2009 года, в селе проживало 760 человек (381 мужчина и 379 женщин).